# إيرينا دانيلوفا
إيرينا دانيلوفا مواليد 17 ديسمبر 1993، هي لاعبة كرة يد كازاخستانية تلعب كحارس مرمى. مثلت منتخب كازاخستان لكرة اليد للسيدات.

## سجل المنافسة
شاركت في البطولات التالية:
- بطولة العالم لكرة اليد للسيدات 2015